# 刘家岔遗址
刘家岔遗址，位于中国甘肃省环县，为一个省级文物保护单位，类型为古遗址。
刘家岔遗址的历史年代为旧石器时代。